# Патон, Евгения Борисовна
Евгения Борисовна Патон (12 марта 1956, Киев — 23 декабря 2009, там же) — советский и украинский учёный в области генетической инженерии и биотехнологии растений. Член-корреспондент Национальной академии наук Украины, доктор биологических наук, Заслуженный деятель науки и техники Украины (2006). Дочь Президента АН Украины Бориса Патона.

## Биография
В 1978 году окончила Киевский национальный университет имени Тараса Шевченко.
В 1978—1991 годах работала в Институте молекулярной биологии и генетики НАН Украины.
С 1991 года — заведующая лабораторией Института клеточной биологии и генетической инженерии НАН Украины.
С 1997 года член-корреспондент Национальной академии наук Украины.

## Научное наследие
Исследования Е. Б. Патон заложили основу для получения подробной информации в области структурных основ белково-нуклеиновых взаимодействий и их роли в регуляции экспрессии генов, что является одним из ключевых вопросов молекулярной биологии. Она предложила комплексный новаторский подход к оценке взаимодействия РНК-белка, который базируется на определении структурных элементов белкового (L10) и нуклеинового компонентов (мРНК, рРНК), обеспечивающих возможность образования этими компонентами комплекса. Исследования Евгении Борисовны позволили впервые обнаружить в прокариоте имеющиеся альтернативные типы структурной организации мРНКовых нитей связывания белка L10, несмотря на единый тип структуры соответствующих рРНКовых сайтов-мишеней. Было впервые установлено видовую специфичность регуляции экспрессии генов путем взаимодействия белка L10 с мРНК у каждого из конкретных представителей прокариотов, которое обеспечивается наличием дополнительных консервативных структурных элементов в его мРНКовых и рРНКовых мишенях. Открытие этого феномена является ключевым для разработки новых высокоэффективных антибиотиков. Другой исключительно важный практический аспект применения полученных Е. Б. Патон данных — изучение роли структурной организации рРНКовых сайтов-мишеней белка L10 и взаимодействия белка L10 с рРНК в возникновении аутоиммунных заболеваний.
Евгения Борисовна работала в области биотехнологии растений, заведовала лабораторией генетической инженерии в Институте клеточной биологии и генетической инженерии НАН Украины. Е. Б. Патон является автором свыше 100 научных трудов. Высокий научный уровень проведенных ею научных исследований признан за рубежом. Подтверждение этого — присуждение ей грантов от Medical Research Council of Canada (1991), Европейской организации по молекулярной биологии (1992), Международного научного фонда (1995—1996), CRDF (1996). Исследовательница неоднократно стажировалась в ведущих научных учреждениях Канады, Нидерландов, Германии.
Евгения Борисовна активно занималась научно-организационной деятельностью, была членом специализированных советов по защите кандидатских и докторских диссертаций при институтах молекулярной биологии и генетики, клеточной биологии и генетической инженерии НАН Украины, экспертного совета ВАК Украины, членом редакционного совета журнала «Биополимеры и клетка».

## Признание
- Заслуженный деятель науки и техники Украины (2006).